# The Black Wall Street Records
The Black Wall Street Records è una casa discografica statunitense fondata da The Game e dal fratello Big Fase 100. L'etichetta prende questo nome ispirandosi alla Black Wall Street, un distretto economico dove vigeva la segregazione razziale, a Tulsa in Oklahoma durante i primi anni 1900, bruciato a seguito di disordini razziali.
The Game decise di aiutare questa sua etichetta ad avere successo nella speranza di seguire le orme della G-Unit Records. Big Fase 100, il principale cofondatore dell'etichetta, ufficialmente lascia la label per degli iniziali problemi con il rapper, fondando a sua volta l'etichetta Brazil and Wilmington Records. The Game attualmente sta lavorando per la ricerca di un contratto di distribuzione, l'unico progetto della Black Wall Street portato a compimento come gruppo è un mixtape chiamato The Black Wall Street Journal Vol. 1.
I seguenti artisti sono affiliati o sono vicini alla Black Wall Street:

## Artisti
- Clyde Carson - Un rapper di Oakland (California), originariamente membro del gruppo rap The Team, Clyde Carson è segnato sotto The Black Wall Street/Capitol Records.
- Juice - Un nuovo rapper segnato sotto la Black Wall Street, proveniente da Phoenix.
- South Sider
- Eliah Un ragazzino molto forte in freestyle notato da molte major però preso sottocontratto dall BWS

## DJ e Beatmaker
- DJ Skee - il DJ della Black Wall Street, Skee ha lavorato in tutti i mixtape dell'etichetta sin dall'uscita di You Know What It Is Vol. 3. È stato ospite alla Envy Expo al Los Angeles Convention Center ed ha lavorato ad altri mixtape di artisti esterni amma BWS come Omar Cruz. DJ Skee è parte della Channel 40 Hip-Hop Nation: Westsyde Hype programmato su Sirius Radio.
- Nu Jerzey Devil - Segnato sotto Black Wall Street nel 2004 ed attualmente l'unico produttore dell'etichetta.
- Tre Beatz - Produttore della BWS dal 2008. Ha prodotto alcune track di LAX.
- DJ Kris-Stylez - Il DJ dei concerti dei The Game e degli altri artisti della BWS.
- EP Pope - Produttore della BWS dal 2008. Ha prodotto alcune track di The Doctor's Advocate e di LAX.